# Артабан III (Партия)
Артабан III е владетел на Партия от династията на Арсакидите. Управлява около 78/79 – 80/81 г. (възможно до ок. 90 г.).

## Живот
Артабан III вероятно е син на Вологез I и брат на Пакор II. Около 78 – 81 г. Артабан III и Пакор II се борят за трона в Месопотамия. В крайна сметка Артабан III е победен. Неговите монети са издавани от Селевкия и Екбатана.
През краткото си управление Артабан III неуспешно подкрепя Теренций Максим (Псевдо-Нерон) в Мала Азия, претендент-самозванец срещу император Тит.